# Cyphostemma duparquetii
Cyphostemma duparquetii är en vinväxtart som först beskrevs av Jules Émile Planchon, och fick sitt nu gällande namn av Descoings. Cyphostemma duparquetii ingår i släktet Cyphostemma och familjen vinväxter. Inga underarter finns listade i Catalogue of Life.